# Монде
Монде (Mondé, Salamãi, Salamaikã, Sanamaica, Sanamaiká, Sanamaykã) — возможно, мёртвый индейский язык, который относится к группе монде языковой семьи тупи, на котором говорят на реке Апидиа (приток реки Игарапе-Танару), около города Пимента-Буэно, в штате Рондония в Бразилии. Похож на языки аруа и жипаранский гавиану.